# 딕시 윌리스
딕시 이사벨 윌리스(영어: Dixie Isabel Willis, 1941년 12월 13일 ~ )는 오스트레일리아의 전직 육상 선수이다. 그녀는 2회 연속 하계 올림픽에서 800m 이상의 경기에 참가한 자국 선수로 선정되었다. 그녀는 1960년 로마 올림픽때 트랙에서 넘어졌을 때 70m가 남은 마지막을 주도했다. 그녀는 그 다음 결승선 트랙으로 복귀했다. 그녀는 1964년 도쿄 올림픽에서 부상 때문에 경주에 참가하지 못했다.

## 참조
- Biography at sports-reference.com